# Aston Martin DBS V12
La Aston Martin DBS V12 è un'autovettura coupé della casa automobilistica britannica Aston Martin prodotta dal 2007 al 2012. Il nome riprende quello di un modello costruito nel 1967, la Aston Martin DBS.

## Il contesto

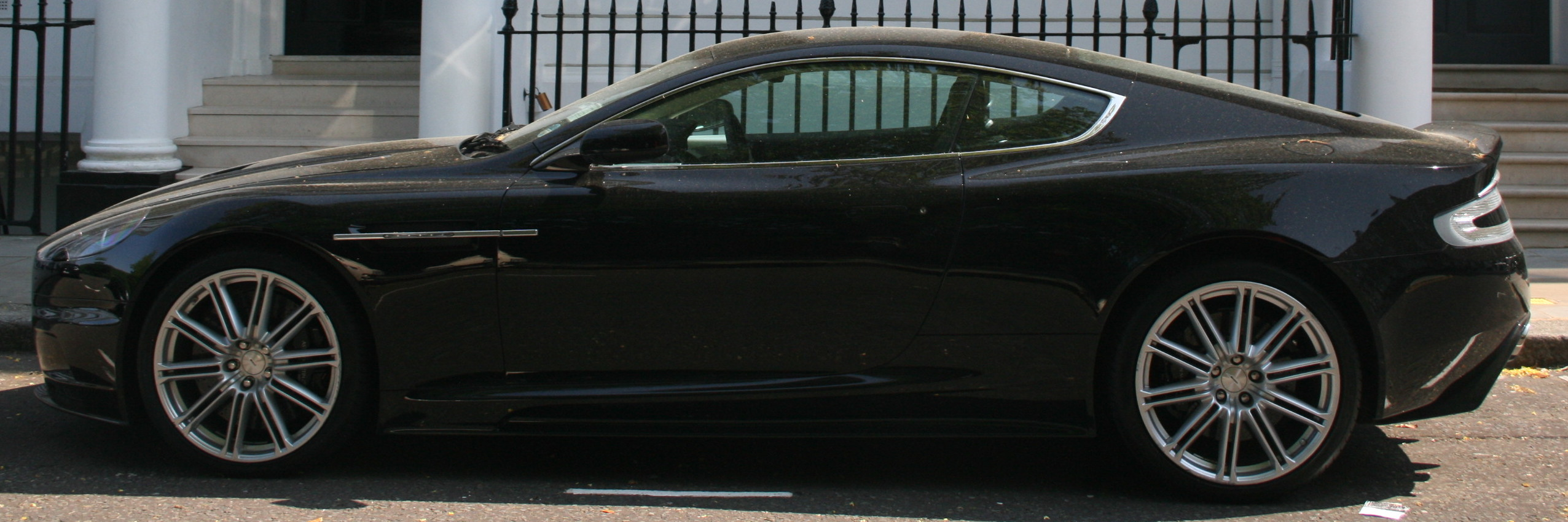
Vista laterale

La DBS V12 è stata ideata per fare da punto di congiunzione tra le già elevate prestazioni del modello da strada DB9 con quelle da gara del modello da pista DBR9. La realizzazione di questo progetto e la successiva messa in vendita al pubblico del modello DBS è avvenuta nel 2007. È stata presentata per la prima volta al mondo al salone dell'automobile di Francoforte ed è stata esposta all'interno dello stand della casa automobilistica anglosassone durante l'edizione della Auto Zürich a inizio novembre. È equipaggiata di serie con l'ABS, gli airbag (guida, laterali, passeggero, testa), la chiusura centralizzata,  il controllo elettronico di trazione, l'immobilizzatore, l'indicatore di temperatura esterna, il lavafari, il pretensionatore delle cinture, i retrovisori elettrici termici e ripiegabili elettronicamente, il sedile di guida regolabile in altezza e elettricamente, servosterzo, trasponder, vetri elettrici anteriori, volante regolabile, antifurto, autoradio, cerchi in lega, climatizzatore, controllo elettronico stabilità, fari allo xeno, fendinebbia, interni di materiale pregiato, navigatore satellitare, sensori di parcheggio posteriori.

## Caratteristiche tecniche
Sotto il cofano in fibra di carbonio è presente un motore V12 da 5,9 litri di cilindrata che eroga una potenza di 517 CV a 6500 giri/min e sviluppa 570 Nm di coppia a 5750 giri/min, consentendo alla vettura con un peso di 1695 kg (quindi 100 kg in meno della DB9) di scattare da 0 a 100 km/h in 4,3 secondi e raggiungere la velocità massima di 307 km/h.
La vettura è equipaggiata con un cambio manuale a 6 marce o un cambio automatico touchtronic a sei rapporti ed è dotata di trazione posteriore. Ha un bagagliaio di 180 litri e un serbatoio che può contenere 78 litri di carburante.

## Motorizzazioni
| Modello         | Disponibilità | Motore  | Cilindrata (cm³) | Potenza         | Coppia Massima (Nm) | Emissioni CO2 (g/km) | 0–100 km/h (secondi) | Velocità max (km/h) | Consumo medio (km/l) |
| 6.0 V12 Coupé   | dal 2007      | Benzina | 5935             | 380 kW (517 CV) | 570                 | 388                  | 4,3                  | 307                 | 5,7                  |
| 6.0 V12 Volante | dal 2009      | Benzina | 5935             | 380 kW (517 CV) | 570                 | 388                  | 4,3                  | 307                 | 5,7                  |

## Versioni speciali

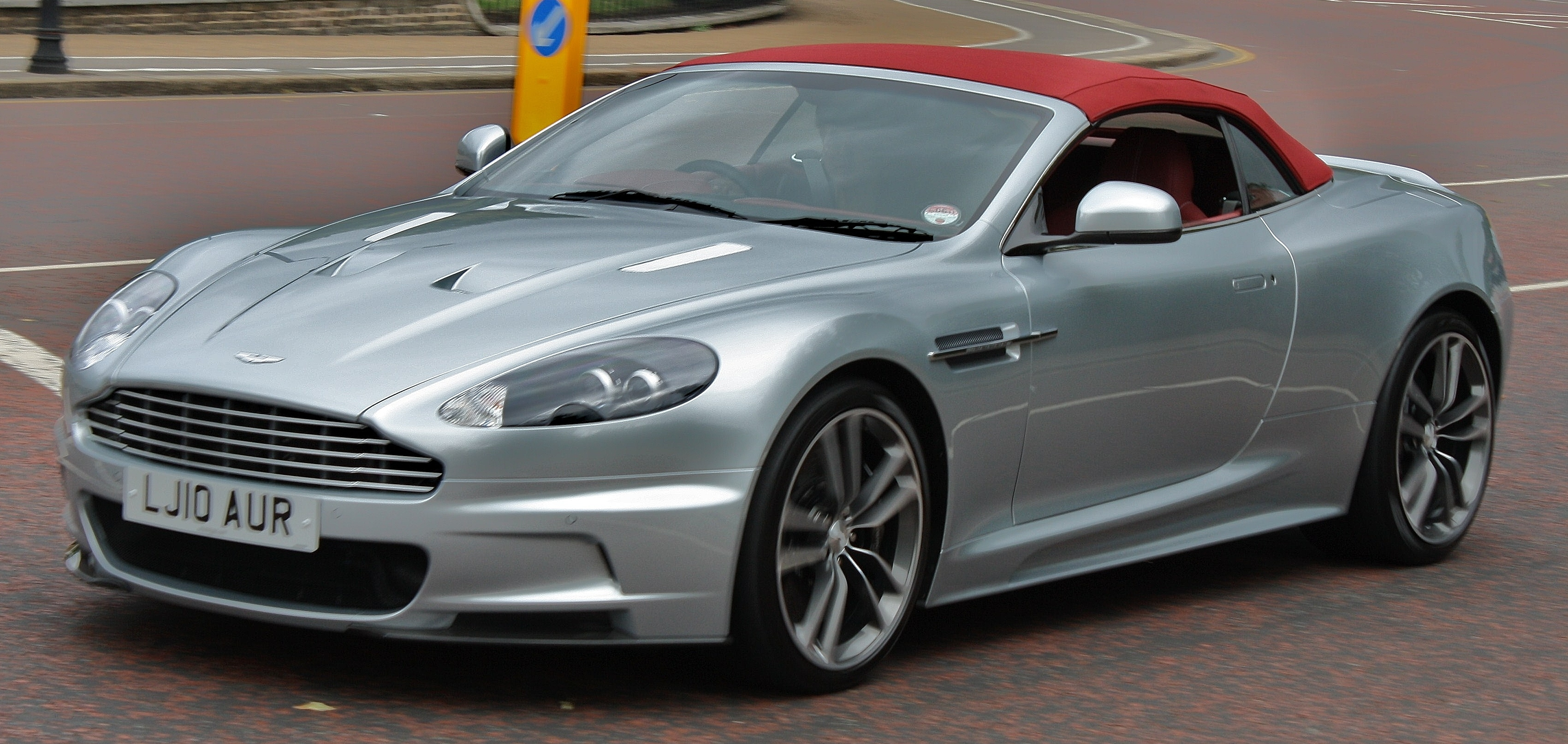
Aston Martin DBS Volante del 2010

### Aston Martin DBS Volante
Nel 2010 la Aston Martin ha realizzato una versione cabriolet ad alte prestazioni della DBS, denominata Volante. Questa vettura, che è più leggera di 65 kg rispetto alla DB9 Volante, è stata fornita di un motore V12 di 6,0 litri da 517 CV abbinato ad un cambio sequenziale Touchtronic o ad un cambio manuale. Così configurata, l'autovettura raggiunge i 307 km/h di velocità massima (295 km/h col Touchtronic) con accelerazione da 0 a 100 km/h in 4,3 secondi.

### Aston Martin DBS Carbon Edition

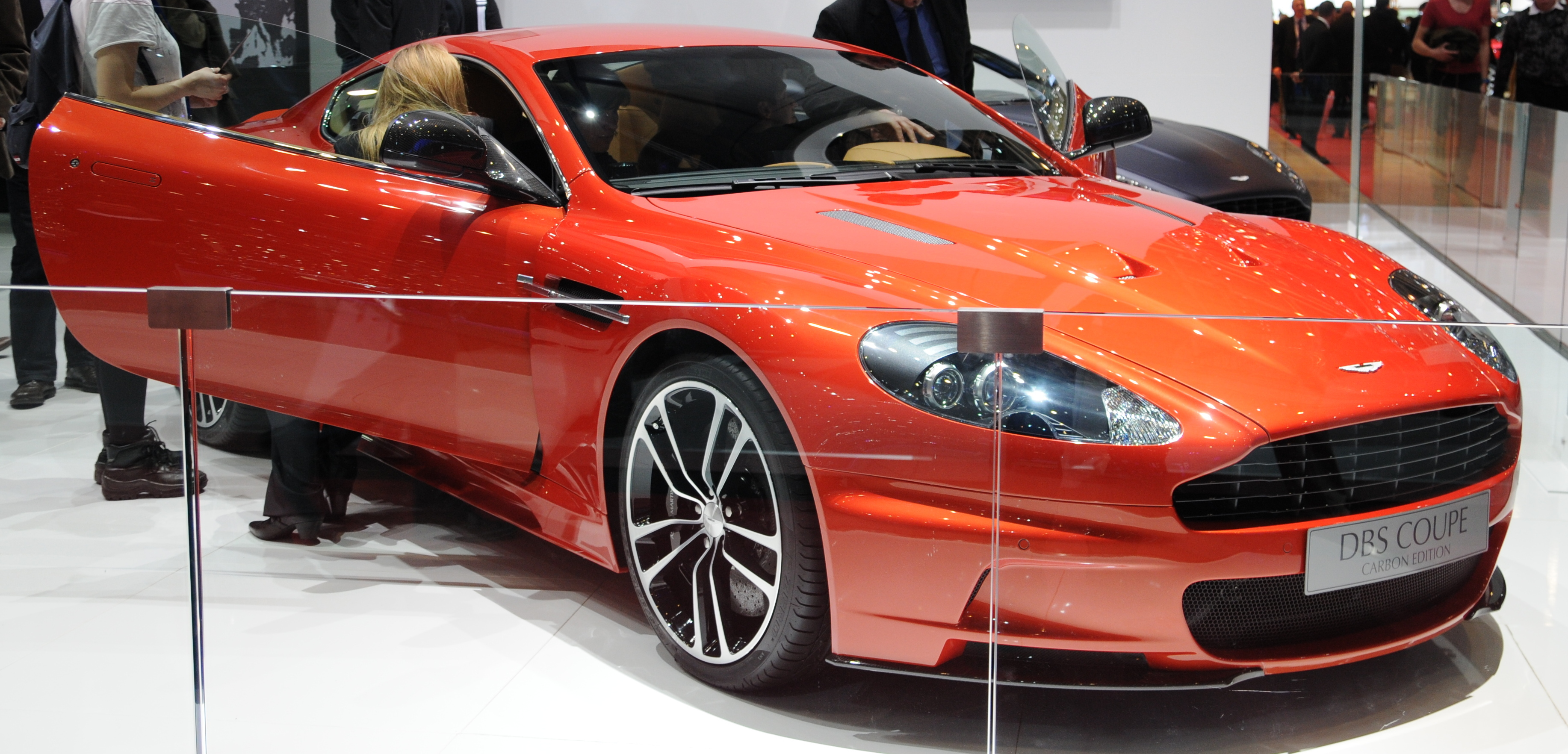
Aston Martin DBS Carbon Edition

Nel settembre del 2011 l'Aston Martin ha presentato una versione speciale della DBS, denominata Carbon Edition. Tale vettura è disponibile oltre che nella colorazione nero carbonio, anche in arancione fiamma e in grigio ceramica, ognuna delle quali è stata realizzata su sette strati sovrapposti. I cerchi presentano una colorazione diamantata. Gli specchietti, il diffusore posteriore e il cruscotto sono realizzati in carbonio, mentre le palette del cambio sequenziale dietro il volante sono fatte di magnesio con inserti in fibra di carbonio.

### Aston Martin DBS Coupé Zagato Centennial

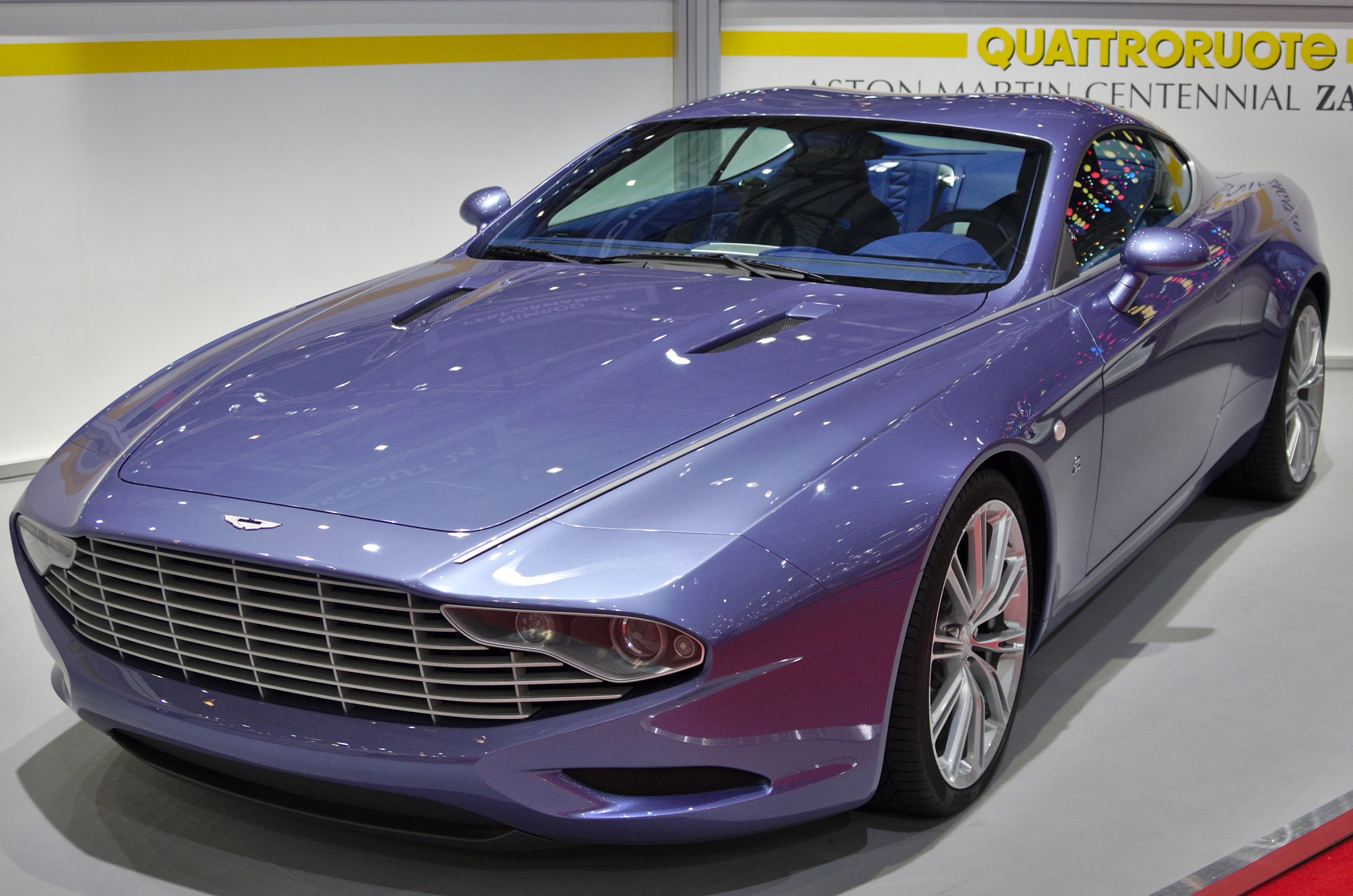
DBS Coupé Zagato Centennial al salone di Ginevra 2014

Per commemorare i 100 anni della propria fondazione, l'Aston Martin ha realizzato una one-off in collaborazione con la carrozzeria Zagato basata sulla DBS V12. La vettura, denominata DBS Coupé Zagato Centennial, è stata costruita per un acquirente nipponico e il design è stato curato dal disegnatore Norihiko Harada. Meccanicamente identica all'originale, si distingue per la linea totalmente rivista e per vari elementi pregiati inseriti negli interni.

## La DBS V12 in 007

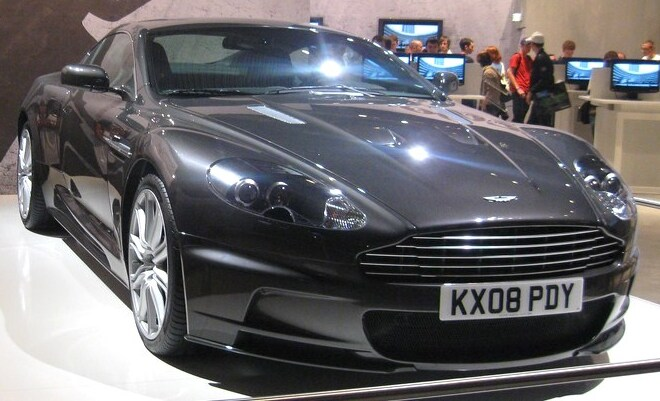
Aston Martin DBS V12 usata da James Bond nel film Quantum of Solace

In ambito cinematografico, l'Aston Martin DBS V12 ha preso parte a due opere cinematografici della serie di James Bond.
Il primo lungometraggio in cui è apparsa è stato Casino Royale, in cui si vede l'attore britannico Daniel Craig servirsi addirittura di un defibrillatore semiautomatico installato nel cruscotto della vettura. Nel film, girato nel 2006, quindi 1 anno prima che la vettura fosse messa a disposizione della clientela, Bond non guida la DBS V12 definitiva, ma un prototipo pre-serie appositamente allestito dalla Aston Martin per la pellicola.
L'altro film in cui appare è il sequel di Casino Royale, intitolato Quantum of Solace. In questo episodio la spia dei servizi segreti di Sua Maestà la guida attraverso strade lungo le rive del lago di Garda, e sul pendio di una cava a cielo aperto nei pressi di Carrara. Nelle pellicole la DBS V12 si presenta con una speciale verniciatura colore grigio metallico lucente, denominato dalla stessa casa automobilistica Casino Royale.